# Dactylellina arcuata
Dactylellina arcuata är en svampart som först beskrevs av Scheuer & J. Webster, och fick sitt nu gällande namn av Ying Yang & Xing Z. Liu 2006. Dactylellina arcuata ingår i släktet Dactylellina och familjen vaxskålar.   Inga underarter finns listade i Catalogue of Life.